# Ruza Kuzieva
Ruza Kuzieva (12 de marzo de 1994) es una deportista uzbeka que compite en levantamiento de potencia adaptado. Ganó dos medallas en los Juegos Paralímpicos de Verano, plata en Tokio 2020 y plata en París 2024.

## Palmarés internacional
| Juegos Paralímpicos | Juegos Paralímpicos | Juegos Paralímpicos | Juegos Paralímpicos |
| Año                 | Lugar               | Medalla             | Categoría           |
| ------------------- | ------------------- | ------------------- | ------------------- |
| 2020                | Tokio (Japón)       | Medalla de plata    | –61 kg              |
| 2024                | París (Francia)     | Medalla de plata    | –73 kg              |